# Kolonia Wałowice
Kolonia Wałowice – kolonia w Polsce położona w województwie lubuskim, w powiecie krośnieńskim, w gminie Gubin.  
Miejscowość utworzono 1 stycznia 2019 poprzez wydzielenie ze wsi Wałowice.

## Historia
Wniosek w sprawie utworzenia nowej miejscowości złożył wójt gminy Gubin. Powstał on na prośbę działających tam przedsiębiorców, do których problem z dotarciem mieli kurierzy i dostawcy towarów.